# Comté de Crisp
Pour les articles homonymes, voir Crisp.
Le comté de Crisp est un comté de Géorgie, aux États-Unis.

## Démographie
| 1910   | 1920   | 1930   | 1940   | 1950   | 1960   |
| ------ | ------ | ------ | ------ | ------ | ------ |
| 16 423 | 18 914 | 17 343 | 17 540 | 17 663 | 17 768 |

| 1970   | 1980   | 1990   | 2000   | 2010   | - |
| ------ | ------ | ------ | ------ | ------ | - |
| 18 087 | 19 489 | 20 011 | 21 996 | 23 439 | - |